# Pont de Huangpu
Le pont de Huangpu (chinois traditionnel : 黄埔大桥) franchit le Zhu Jiang (aussi appelé rivière des Perles) à hauteur de la ville de Guangzhou, dans la province du Guangdong en République populaire de Chine.
Ouvert à la circulation le 16 décembre 2008, il détint alors le record du second plus grand pont à haubans à un pylône et du quatrième plus grand pont suspendu de Chine.

## Description
L'ouvrage se situe sur la Jingzhu Expy et contourne Guangzhou par le sud-est, la vitesse maximale autorisée est de 100 km/h. La longueur totale de l'ouvrage est de 7 016 m.

Élévation du pont de Huangpu, données en mètres

### Le pont suspendu au sud
Le pont suspendu au sud (广州珠江黄埔大桥南汊桥) possède une travée principale de 1 108 m ainsi que deux travées de rive non suspendues de 290 m et 350 m, le gabarit de navigation permet le passage de navires de 60 000 t. Le tablier est formé de caissons en acier de 34,5 m de largeur.
Caractéristiques :
- Volume de béton : 232 400 m3
- Quantité d'acier : 29 150 t
- Hauteur des pylônes : 190,48 m[4]
- Gabarit de navigation : 469 m x 60 m

### Le pont haubané au nord
Le pont haubané au nord (广州珠江黄埔大桥北汊桥) est composé de deux travées de 383 m et 322 m.
Caractéristiques :
- Volume de béton : 29 743 m3
- Quantité d'acier : 15 559 t
- Hauteur des pylônes : 201 m[5]
- Gabarit de navigation : 280 m x 55 m

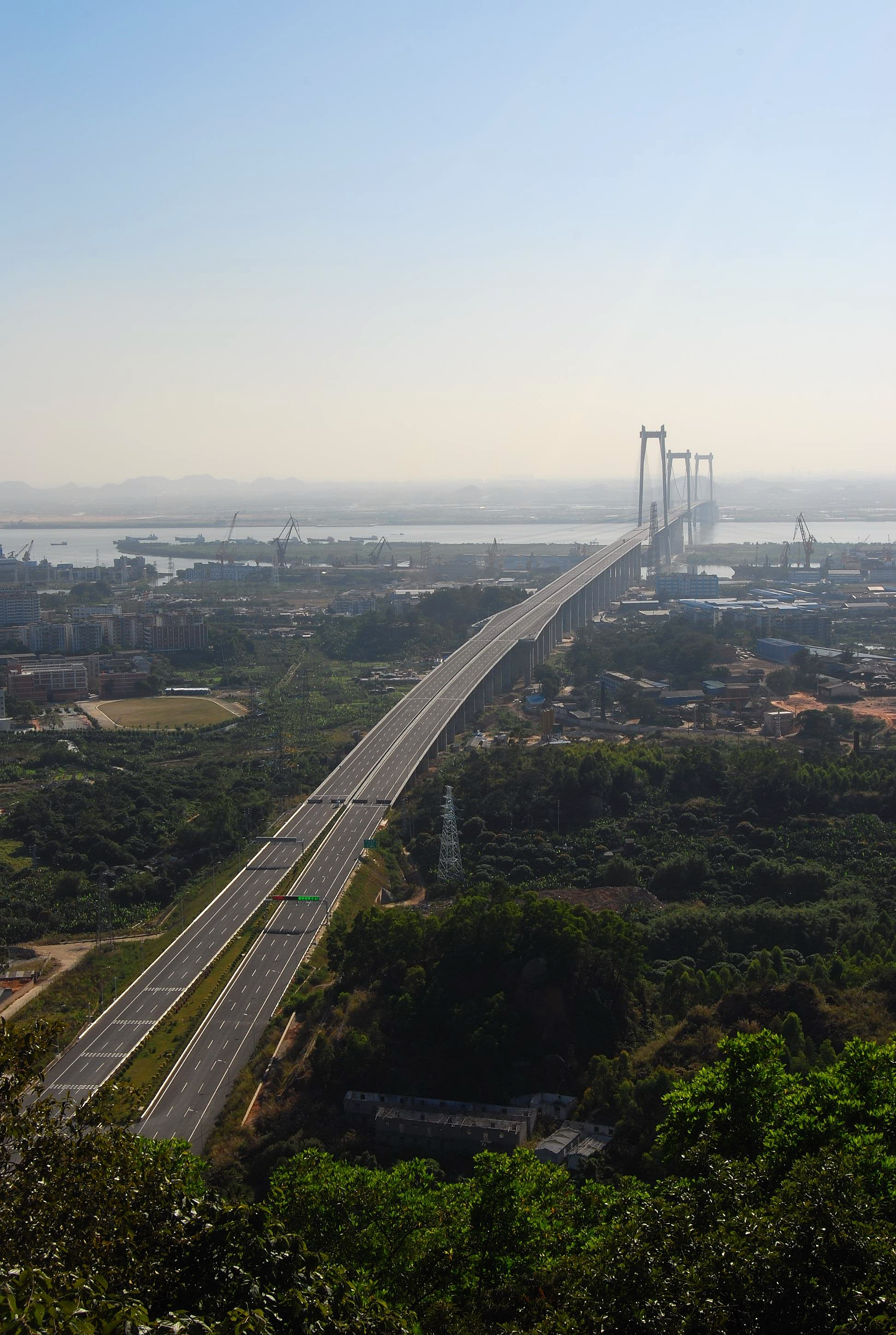
Viaduc d'approche nord
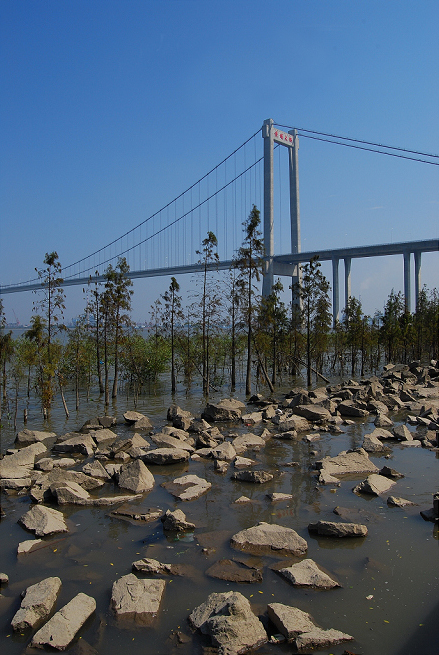
Pont suspendu

## Sources et références
1. ↑  (zh) « 项目大事记 », sur Hpbridge.com (consulté le 26 septembre 2010).
2. ↑  (zh) « 项目概况 », sur Hpbridge.com (consulté le 26 septembre 2010).
3. 1 2  (zh) « 珠江黄埔大桥 », sur Hudong.com (consulté le 26 septembre 2010).
4. ↑  (zh) « 广州珠江黄埔大桥 », sur Cnbridge.cn (consulté le 26 septembre 2010).
5. ↑  The Huangpu Great Bridge - Unique Suspension and Cable-Stayed Bridge Complex